# Galatasaray Spor Kulübü (fútbol)
El Galatasaray Spor Kulübü es la sección de fútbol de la entidad deportiva Galatasaray. Fue fundado en 20 de octubre de 1905 por Ali Sami Yen y otros jóvenes de la escuela secundaria «Galatasaray Lisesi». Actualmente compite en la Superliga de Turquía.
Es el club más exitoso a nivel nacional, ya que en su palmarés ostenta 23 ligas, 18 copas y 16 supercopas, más que cualquier otro club. A nivel internacional es junto al Kayserispor (campeón de la Copa Intertoto 2006) uno de los 2 clubes turcos que han sido campeones europeos, específicamente el año 2000, cuando ganó la Liga Europa y la Supercopa de Europa. Este último trofeo le dio la clasificación al Mundial de Clubes 2001, siendo hasta día de hoy el único equipo turco en lograrlo, torneo que finalmente no se llevó a cabo debido a que varios clubes se negaron a participar. Otro dato a agregar, es que también ha sido el único equipo turco en encabezar el ranking mundial de clubes de la IFFHS, en agosto del 2000.
Juega sus partidos en el Estadio Nef, recinto deportivo inaugurado el 15 de enero de 2011, y que alberga a 52.652 espectadores. Anteriormente había jugado sus partidos en el antiguo Estadio Ali Sami Yen.
Mantiene una encarnizada rivalidad y disputa el denominado clásico intercontinental: contra el Fenerbahçe.
También juega el derbi de Estambul: contra el Besiktas, también de la ciudad de Estambul.
Además de ser junto a estos dos clubes los únicos que disputaron todas las temporadas de la Superliga de Turquía.

## Historia

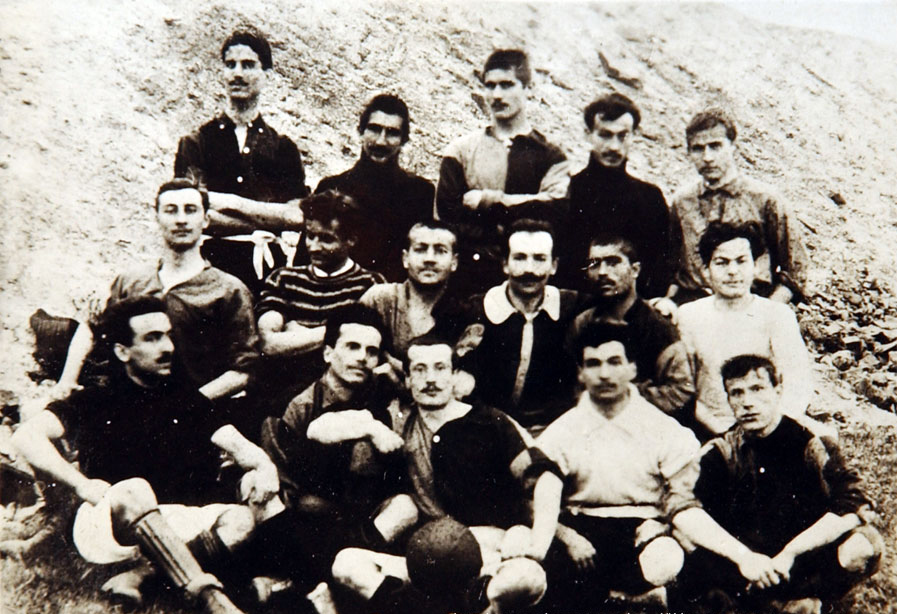
Primera foto del Galatasaray (1905)

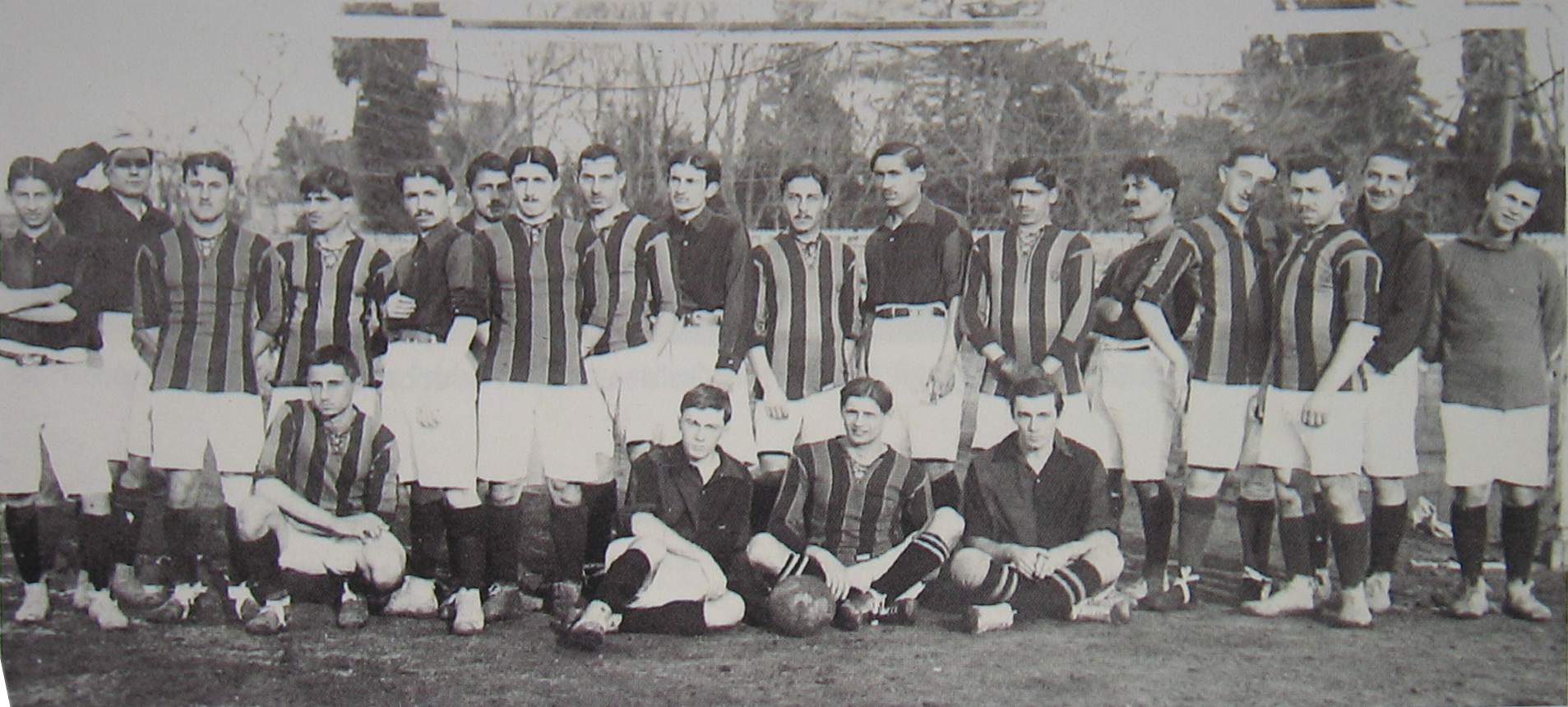
Fenerbahce SK ante Galatasaray SK en la temporada 1913–1914

### Los primeros años
Galatasaray SK fue fundado durante el entonces período del Imperio Otomano, bajo el sistema del calendario Rumi, el 1 Teşrin-i Evvel 1321, correspondiente al 13 de octubre de 1905 en el formato actual del calendario gregoriano, por Ali Sami Yen y otros estudiantes del Liceo de Galatasaray, escuela secundaria de Estambul establecida en 1481, como un club de fútbol. La explicación se debe a que el término Teşrin-i Evvel significa en turco otomano Décimo Mes, equivalente al mes de octubre. A esto, sumando 12 días y 584 años, se obtiene la fecha real en el calendario gregoriano actual. Sin embargo, erróneamente, tanto el club de fútbol como su club polideportivo, celebran fechas de aniversarios completamente diferentes. En el caso del club de fútbol, ésta se celebra actualmente el 20 de octubre, sin considerarse el cálculo de conversión real del Rumi al Gregoriano antes mencionado.
Ali Sami Yen se convirtió en el primer presidente del Galatasaray SK y recibió el número de miembro del club "1". El primer partido del equipo fue contra el Cadi-Keuy FC y Galatasaray ganó este partido con un marcador de 2-0. Hubo discusiones sobre el nombre del club, en el que algunos sugirieron Gloria (victoria) y otros Audace (coraje), pero se decidió que su nombre sería Galatasaray.
El nombre «Galatasaray» en sí proviene del Instituto Galatasaray, acrónimo de Galata Sarayı Enderûn-u Hümâyûn (Escuela Imperial del Palacio de Gálata), denominación de la escuela original fundada en el sitio en 1481, que a su vez tomó su nombre de la cercana ciudadela genovesa medieval de Galata (el moderno barrio de Karaköy) en el distrito de Beyoğlu (Pera) de Estambul. Galatasaray significa literalmente "Palacio de Galata".
Según el investigador Cem Atabeyoğlu, Galatasaray tomó su nombre de uno de sus primeros partidos. En ese partido, Galatasaray ganó 2-0 sobre un club griego local y los espectadores los llamaron Galata Sarayı efendileri (en castellano: «Palacio de Caballeros de Galata»), y, después de este incidente, adoptaron ese nombre y comenzaron a llamar su nombre club Galata Sarayı. En 1905, durante la era del Imperio Otomano, no había leyes para las asociaciones, por lo que el club no podía registrarse oficialmente, pero, después de la Ley de Asociación de 1912, el club se registró legalmente.
En 1906 se convirtió en uno de los participantes de la Liga Estambuleña, logrando en los primeros años de su participación tres títulos (1909, 1910 y 1911). A mediados de la década de 1910 conquistó otros dos títulos más (1914 y 1915), y en la siguiente, se alzó con otras cinco copas más.
En los años 30 y 40, el club pasó por una sequía de campeonatos, logrando sólo dos títulos regionales, además de haber experimentado constantes cambios de presidentes.

### Etapa profesional

#### Años 60 y los primeros éxitos nacionales
En 1959, tras la disolución de los distintos campeonatos regionales, el Galatasaray se convirtió en uno de los participantes de la naciente liga nacional. Pero no sería sino hasta el año 1962 cuando gana por primera vez el campeonato de liga.
En 1963 y tras ganar su segundo campeonato de liga, también se convertía en campeón de la copa turca, logrando el tradicional doblete. En los siguientes años, logró alzar otras tres copas nacionales (1964, 1965 y 1966), y una liga (1969), cerrando así una década exitosa a nivel doméstico.

#### Años 70 y 80: un período de piedra
Los inicios de la década de 1970 fueron fructíferos, al conseguir tres ligas (1971, 1972 y 1973), y dos copa (1973 y 1976), pero en 1980, el club estuvo cerca de irse al descenso al finalizar en la novena posición, a dos puntos del penúltimo clasificado.
La década de los años 80 también se caracterizaría por los pocos títulos que el club conquistó, específicamente dos copas (1982 y 1985) y una liga (1988). Sin embargo, en la temporada 1988-89, bajo la dirección técnica de Mustafa Denizli, el Galatasaray logró instalarse en las semifinales de la Copa de Europa, cayendo frente al Steaua de Bucarest rumano.

#### Período dorado

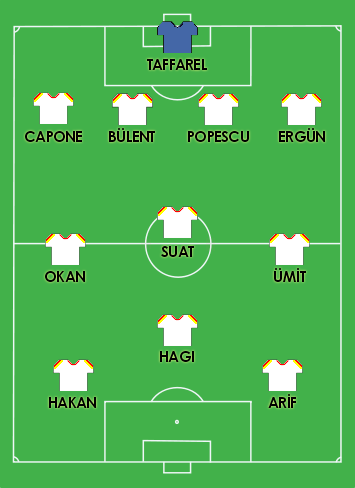
Alineación que puso el Galatasaray en la final de la Copa de la UEFA del 2000 ante el Arsenal F.C., 17 de mayo de 2000.

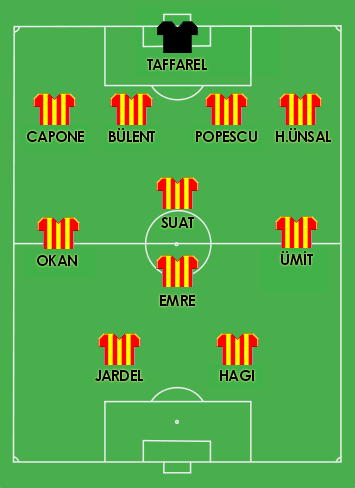
Alineación del Galatasaray en la Supercopa de la UEFA ante Real Madrid CF, 25 de agosto de 2000.

Tras la etapa negra que supuso los años 80, no sería sino hasta el año 1991 cuando el Galatasaray volvió a la senda de los éxitos. En ese año logró otro título de copa, título que repetiría en 1993. Al año siguiente (1994), se alzó con otra liga y en 1996 levantó otra copa turca. En 1996, asumió en el banquillo Fatih Terim, y con él llegaron éxitos de forma consecutiva. A finales de los años 90, el club ganó tres ligas consecutivas y realizó un doblete en 1999.
La siguiente campaña, la 1999-2000 sería una de las más inolvidables en la historia del club. Tras el fracaso de la Liga de Campeones de esa campaña -terminó tercero en la fase de grupos-, el club participó en la Copa de la UEFA, empezando desde los dieciseisavos de final. Tras eliminar respectivamente ronda por ronda a clubes como el Bologna, el Borussia Dortmund, Mallorca y el Leeds United, en la final de Copenhague (jugada en el Parken Stadium) se enfrentó al Arsenal inglés. Tras 120 minutos donde no hubo goles, el título se decidió por la vía de penaltis, saliendo victorioso el equipo turco, consiguiendo su primer título continental, y siendo el único de su país en lograrlo. Esa campaña logró tres títulos (Liga, Copa y Copa UEFA), algo inédito para un club de Turquía.
A mediados del año 2000, ganó también la Supercopa de Europa, ante el Real Madrid, disputada en Mónaco. Con la obtención de este título, Galatasaray logró cuatro títulos en el año.

#### SigloXXIy la etapa después de la Copa UEFA
Tras los éxitos obtenidos por Terim en el año 2000, el Galatasaray no volvió a ganar una liga en el curso 2000-01. Sería en el año 2002 cuando volvió a ganarla en un reñido mano a mano con el Fenerbahçe.
En 2005, y coincidiendo con los 100 años de su fundación, el equipo celebró el centenario ganando la Copa de Turquía ante su más enconado rival (Fenerbahçe), al propinarle un histórico 5-1, jugado en el Estadio Olímpico Atatürk.

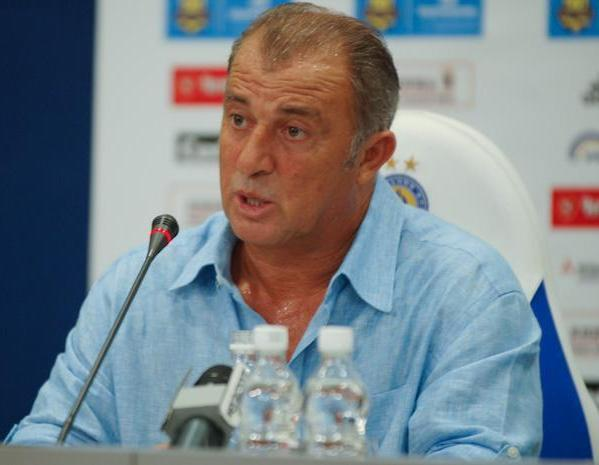
Fatih Terim, el hombre que guió al Galatasaray a una seguidilla de éxitos, y a la primera Copa UEFA de su historia

## Nombre
Galatasaray es un barrio de Karaköy en el Distrito de Beyoğlu de Estambul, ubicado en la costa norte del Cuerno de Oro. Su nombre proviene de la Torre de Gálata, que a su vez puede haber derivado de Galatai (que significa los "Gálatas"), ya que se pensaba que las tribus celtas habían acampado en Galata durante el período helenístico. Galatasaray se traduce directamente como "Palacio de Galata".
Galatasaray es una palabra compuesta y se pronuncia como tal, con una pausa muy breve entre las dos palabras.

## Indumentaria
|  | Para un completo desarrollo véase Historia del uniforme del Galatasaray Spor Kulübü |

- Marca deportiva actual: Puma
- Uniforme titular: Camiseta roja con anaranjado, pantaloneta roja y medias rojas.
- Uniforme alternativo: Camiseta negra con detalles en rojo, pantaloneta negra y medias negras.
- Tercer uniforme: Camiseta amarilla con anaranjado, pantaloneta negra y medias anaranjas.

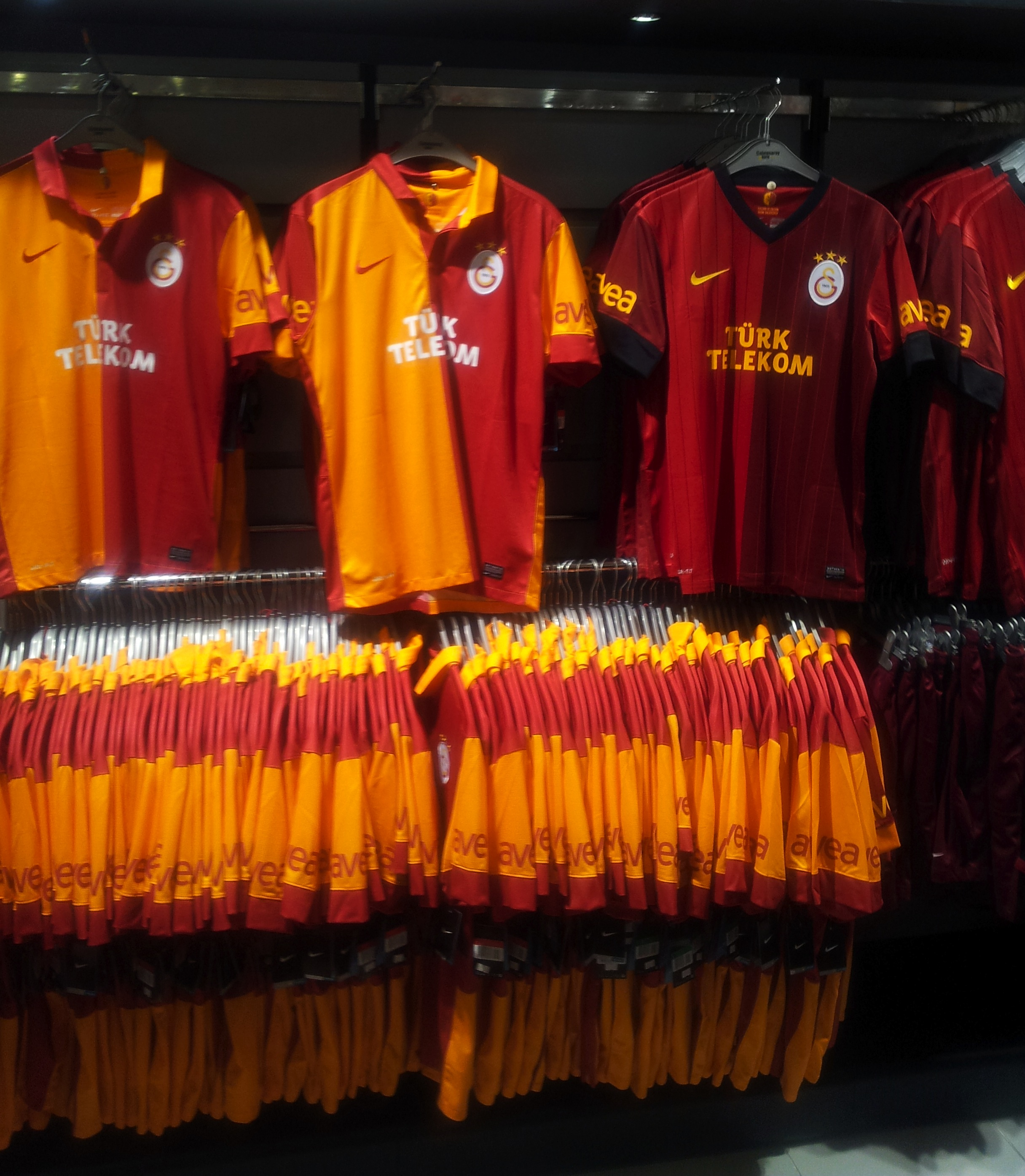
Equipaciones del Galatasaray por Nike.

| Primero | (Ver evolución) | Actual |

### Proveedores y patrocinadores
| Período   | Proveedor             | Patrocinador (pecho)           |
| --------- | --------------------- | ------------------------------ |
| 1977–1978 | None                  | Volvo / PeReJa                 |
| 1978–1979 | Çamlıca / Adidas      | None                           |
| 1979–1980 | Umbro / Adidas        | Halı Fleks                     |
| 1980–1981 | Puma / Umbro / Adidas | Telefunken / Alo / THY         |
| 1981–1982 | Gola / Adidas         | Borsaş / Meban                 |
| 1982–1983 | Umbro                 | Meban                          |
| 1983–1984 | None                  | Telefunken                     |
| 1984–1985 | Fatih / Adidas        | Modells / Denizcilik Bankası   |
| 1985–1986 | Adidas                | Denizbank                      |
| 1986–1991 | Adidas                | TürkBank                       |
| 1991–1992 | Umbro                 | ADEC Saat / Show TV            |
| 1992–1995 | Umbro                 | Show TV / Emek Sigorta         |
| 1995–1997 | Adidas                | VakıfBank                      |
| 1997–1998 | Adidas                | Bank Ekspres                   |
| 1998–2000 | Adidas                | Marshall Boya                  |
| 2000–2001 | Adidas                | Telsim                         |
| 2001–2002 | Lotto                 | Aria                           |
| 2002–2004 | Umbro                 | Aria                           |
| 2004–2005 | Umbro                 | Avea                           |
| 2005–2009 | Adidas                | Avea                           |
| 2009–2011 | Adidas                | Türk Telekom                   |
| 2011–2014 | Nike                  | Türk Telekom                   |
| 2014–2015 | Nike                  | Huawei / Turkish Airlines      |
| 2015–2016 | Nike                  | Turkish Airlines               |
| 2016–2019 | Nike                  | Nef / Etihad Airways           |
| 2019–2020 | Nike                  | Terra Pizza / Turkish Airlines |
| 2020–2024 | Nike                  | Sixt / Turkish Airlines        |
| 2024-     | Puma                  | Sixt / Turkish Airlines        |

## Futbolistas destacados

### Más partidos disputados
| #   | Futbolista       | Partidos |
| --- | ---------------- | -------- |
| 1°  | Bülent Korkmaz   | 593      |
| 2°  | Fernando Muslera | 551      |
| 3°  | Hakan Şükür      | 536      |
| 4°  | Cüneyt Tanman    | 504      |
| 5°  | Arif Erdem       | 485      |
| 6°  | Sabri Sarıoğlu   | 475      |
| 7°  | Ergün Penbe      | 428      |
| 8°  | Turgay Şeren     | 407      |
| 9°  | Metin Oktay      | 406      |
| 10° | Fatih Terim      | 402      |

### Goleadores del club
| #   | Futbolista      | Goles |
| --- | --------------- | ----- |
| 1°  | Hakan Şükür     | 290   |
| 2°  | Metin Oktay     | 217   |
| 3°  | Gündüz Kılıç    | 145   |
| 4°  | Tanju Çolak     | 137   |
| 5°  | Arif Erdem      | 134   |
| 6°  | Gökmen Özdenak  | 133   |
| 7°  | Ümit Karan      | 97    |
| 8°  | Suat Mamat      | 95    |
| 9°  | Cemil Erlertürk | 90    |
| 10° | Burak Yılmaz    | 82    |

## Entrenadores
El técnico del Galatasaray más exitoso en términos de trofeos ganados es Fatih Terim, que ganó ocho títulos de SüperLig, tres Copa de Turquía, cinco Supercopas y una Liga Europa de la UEFA en su periodo de 11 años como entrenador del club. (no se consideran entrenadores interinos)
- John Begget (1941-1945)
- Miço Dimitriyadis (1945-1946)
- Josef Szweng (1946-1947)
- Pat Molloy (1948-1949)
- Donald Lockhead (1950-1952)
- Gündüz Kılıç (1952-1953)
- László Székely (1953-1954)
- Gündüz Kılıç (1954-1957)
- Musa Sezer (1957)
- George Dick (1957-1959)
- Leandro Remondini (1959-1960)
- Coşkun Özarı (1960)
- Gündüz Kılıç (1960-1963)
- Coşkun Özarı (1964)
- Gündüz Kılıç (1964-1967)
- Eşfak Aykaç (1967-1968)
- Tomislav Kaloperović (1968-1970)
- Coşkun Özarı (1970-1971)
- Brian Birch (1971-1974)
- Jack Mansell (1974-1975)
- Don Howe (1975-1976)
- Malcolm Allison (1976-1977)
- Fethi Demircan (1977-1978)
- Coşkun Özarı (1978-1979)
- Turgay Şeren (1979-1980)
- Brian Birch (1980-1981)
- Özkan Sümer (1981-1983)
- Tomislav Ivić (1983-1984)
- Jupp Derwall (1984-1987)
- Mustafa Denizli (1987-1989)
- Siegfried Held (1989-1990)
- Mustafa Denizli (1990-1992)
- Karl-Heinz Feldkamp (1992-1993)
- Reiner Hollmann (1993-1994)
- Reinhard Saftig (1994-1995)
- Graeme Souness (1995-1996)
- Fatih Terim (1996-2000)
- Mircea Lucescu (2000-2002)
- Fatih Terim (2003-2004)
- Gheorghe Hagi (2004-2005)
- Eric Gerets (2005-2007)
- Karl-Heinz Feldkamp (2007-2008)
- Michael Skibbe (2008-2009)
- Bülent Korkmaz (feb. 2009 - jun. 2009)
- Frank Rijkaard (jun. 2009 - oct.2010)
- Gheorghe Hagi (oct. 2010 - mar. 2011)
- Fatih Terim (abr. 2011 - sep. 2013)
- Roberto Mancini (sep. 2013 - jun. 2014)
- Cesare Prandelli (jul. 2014 - nov. 2014)
- Hamza Hamzaoğlu (dic. 2014 - nov. 2015)
- Mustafa Denizli (nov. 2015 - mar. 2016)
- Jan Olde Riekerink (mar. 2016 - feb. 2017)
- Igor Tudor (feb. 2017 - dic. 2017)
- Fatih Terim (dic. 2017 - ene. 2022)
- Domènec Torrent (ene. 2022 - jun 2022)
- Okan Buruk (jun. 2022 - )

## Participación internacional

### Por competición
- En negrita competiciones vigentes en la actualidad.

| Torneo                       | TJ | PJ  | PG  | PE | PP  | GF  | GC  | Dif. | Puntos | Títulos |
| ---------------------------- | -- | --- | --- | -- | --- | --- | --- | ---- | ------ | ------- |
| Liga de Campeones de la UEFA | 27 | 177 | 57  | 43 | 77  | 215 | 279 | -64  | 214    | –       |
| Liga Europa de la UEFA       | 19 | 92  | 36  | 31 | 25  | 142 | 113 | +29  | 139    | 1       |
| Recopa de la UEFA            | 8  | 32  | 12  | 7  | 13  | 42  | 55  | -13  | 43     | –       |
| Supercopa de Europa          | 1  | 1   | 1   | 0  | 0   | 2   | 1   | +1   | 6      | 1       |
| Total                        | 55 | 302 | 106 | 81 | 115 | 401 | 448 | -47  | 399    | 2       |

## Palmarés
Torneos nacionales (67)
- Nota: en negrita competiciones vigentes en la actualidad.

| Competición nacional                | Títulos | Subtítulos                                                                                      |
| ----------------------------------- | --- | ----------------------------------------------------------------------------------------------- |
| Superliga de Turquía (25/11)        | 1961-62, 1962-63, 1968-69, 1970-71, 1971-72, 1972-73, 1986-87, 1987-88, 1992-93, 1993-94, 1996-97, 1997-98, 1998-99, 1999-2000, 2001-02, 2005-06, 2007-08, 2011-12, 2012-13, 2014-15, 2017-18, 2018-19, 2022-23, 2023-24, 2024-25. (Récord) | 1959, 1960-61, 1965-66, 1974-75, 1978-79, 1985-86, 1990-91, 2000-01, 2002-03, 2013-14, 2020-21. |
| Copa de Turquía (19/5)              | 1962-63, 1963-64, 1964-65, 1965-66, 1972-73, 1975-76, 1981-82, 1984-85, 1990-91, 1992-93, 1995-96, 1998-99, 1999-2000, 2004-05, 2013-14, 2014-15, 2015-16, 2018-19, 2024-25. (Récord)                                                       | 1968-69, 1979-80, 1993-94, 1994-95, 1997-98.                                                    |
| Supercopa de Turquía (17/10)        | 1966, 1969, 1972, 1982, 1987, 1988, 1991, 1993, 1996, 1997, 2008, 2012, 2013, 2015, 2016, 2019, 2023. (Récord) | 1971, 1973, 1976, 1985, 1994, 1998, 2006, 2014, 2018, 2024.                                     |
|                                     | |                                                                                                 |
| División Nacional (1/5)             | 1939 | 1937, 1940, 1941, 1943, 1950                                                                    |
| Copa Presidente (5/2)               | 1975, 1979, 1986, 1990, 1995. | 1980, 1989.                                                                                     |
| Campeonato Amateur de Turquía (0/1) | | 1949.                                                                                           |
| Copa Atatürk (0/1)                  | | 2000.                                                                                           |

Torneos internacionales (2)
| Competición internacional | Títulos | Subcampeonatos |
| ------------------------- | ------- | -------------- |
| Copa de la UEFA (1/0)     | 2000.   |                |
| Supercopa de Europa (1/0) | 2000.   |                |
|                           |         |                |
| Copa FIFA Milenio (1)*    | 2000.   |                |

- Semifinalista de la Liga de Campeones de la UEFA (1): 1989.

*Título honorífico que no se cuenta como título de campeón.

### Torneos amistosos
- Copa Emirates (1): 2013.
- Copa Antalya (3): 2001, 2004 y 2014.
- Copa Uhren (1): 2016.
- Copa Obi (1): 2007
- Copa TSYD (12): 1963, 1966, 1967, 1970, 1977, 1981, 1987, 1991, 1992, 1997, 1998, 1999 (récord compartido)
  - Subcampeón (9): 1965, 1969, 1971, 1973, 1976, 1979, 1980, 1986, 1991
- Copa del Aniversario 50 (1): 1973 (récord)

### Otros logros
- Mejor equipo del mundo según la IFFHS en agosto del 2000.